# Josée Lorsché

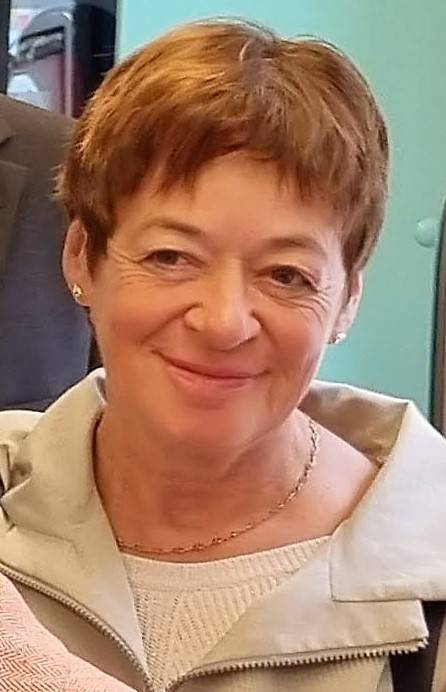
Josée Lorsché, 2022

Josée Lorsché (* 9. September 1961 in Düdelingen) ist eine luxemburgische Politikerin (déi gréng) aus Nörtzingen, Gemeinde Bettemburg. Von Beruf ist sie Lehrerin.

## Themen
Ihre langjährige Arbeit als Lehrerin und die Anti-Atomkraft-Bewegung der 80er Jahre haben Josée Lorsché dazu bewegt, sich im Bereich der Sozial- und Umweltpolitik einzusetzen. Andere wichtige Themen für sie sind die Integration von Menschen mit Behinderung, Alterspflege, Rechte von homosexuellen Menschen und die Gleichstellung von Mann und Frau.

## Gemeindepolitik
Josée Lorsché kam 2005 in den Bettemburger Gemeinderat. 2011 wurde sie dann erste Schöffin.

## Landespolitik
Am 6. Juli 2011 wurde Josée Lorsché als Abgeordnete in der Chambre des Députés, wo sie Jean Huss ersetzte, vereidigt. Später wurde sie bei den Kammerwahlen vom 20. Oktober 2013 im Bezirk Süden wieder gewählt.
Sie ist im Parlament Präsidentin der Nachhaltigkeitskommission (Commission du Développement durable) sowie Vize-Präsidentin der Kommission für Gesundheit, Chancengleichheit und Sport (Commission de la Santé, de l’Egalité des chances et des Sports).
Am 8. Oktober 2023 wurde Lorsché bei der Kammerwahl 2023 nicht erneut in die Abgeordnetenkammer gewählt.